# Grand-duc bruyant
Ketupa sumatrana
Espèce
Synonymes
- Bubo sumatranus

Statut de conservation UICN

 NT A2cd+3cd+4cd : Quasi menacé
Statut CITES
Le Grand-duc bruyant (Ketupa sumatrana, anciennement Bubo sumatranus) est une espèce de rapaces nocturnes de la famille des Strigidae.

## Répartition
Cet oiseau peuple l'Insulinde.

## Habitat
Son habitat naturel est la forêt humide de plaine tropicale ou subtropicale.

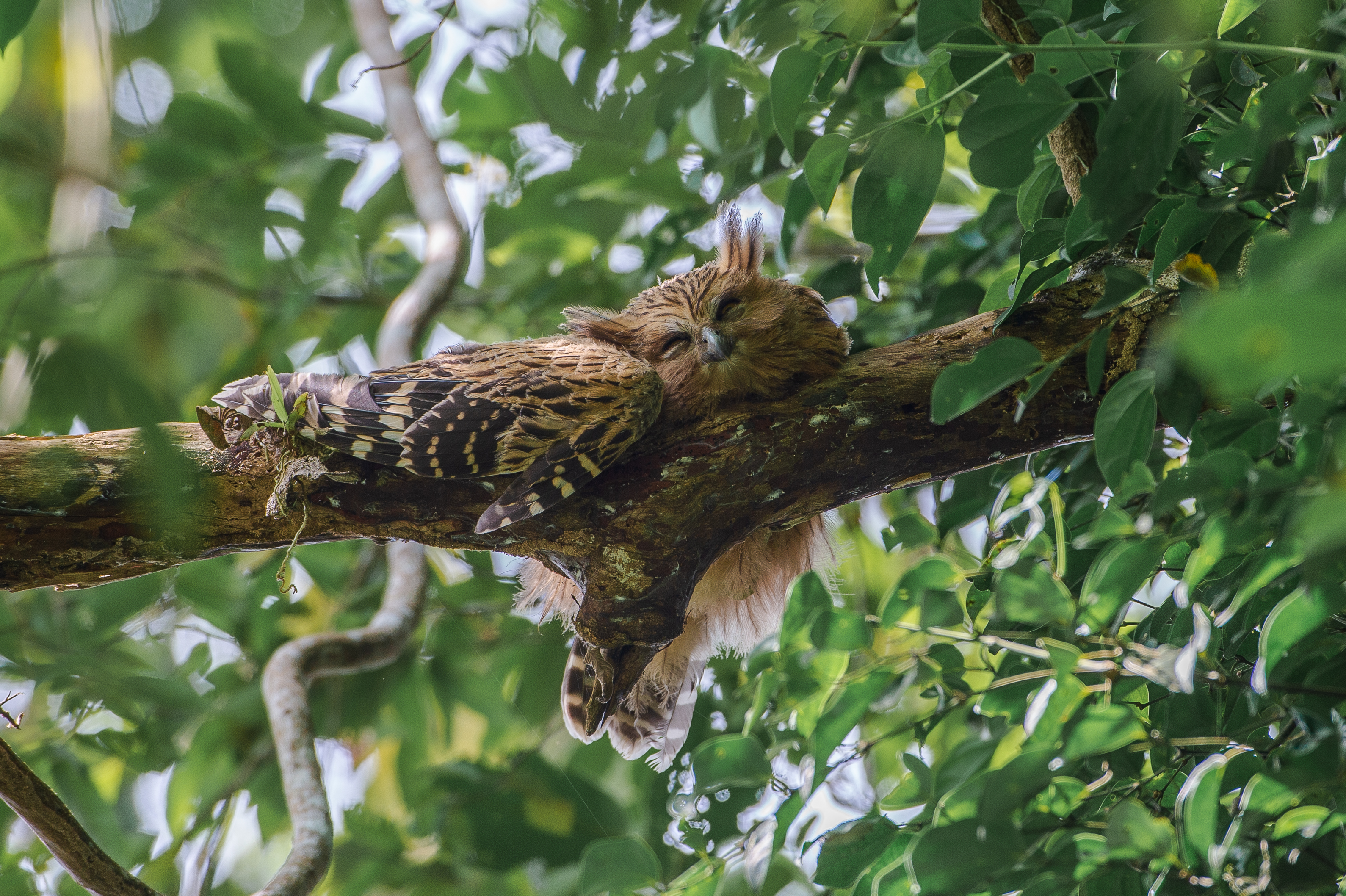
Grand-duc bruyant se reposant dans un arbre, Thaïlande

## Sous-espèces
D'après la classification de référence (version 14.1, 2024) de l'Union internationale des ornithologues, le Grand-duc bruyant possède 3 sous-espèces (ordre philogénique) :
- Ketupa sumatrana sumatrana (Raffles, 1822) — péninsule Malaise et Sumatra ;
- Ketupa sumatrana strepitans (Temminck, 1823) — Java et Bali ;
- Ketupa sumatrana tenuifasciata (Mees, 1964) — Bornéo.